# Apicia quartaria
Apicia quartaria är en fjärilsart som beskrevs av Charles Oberthür 1912. Apicia quartaria ingår i släktet Apicia och familjen mätare. Inga underarter finns listade i Catalogue of Life.